# Championnats du monde d'aquathlon 2010
Navigation
Édition précédente Édition suivante
Les championnats du monde d'aquathlon 2010, treizième édition des championnats du monde d'aquathlon, ont lieu le 8 septembre 2010 à Budapest, en Hongrie.

## Résultats

### Élite
Distances parcourues
| Distances course (kilomètres) | Distances course (kilomètres) | Distances course (kilomètres) |
| Course à pied                 | Natation                      | Course à pied                 |
| ----------------------------- | ----------------------------- | ----------------------------- |
| 2,5                           | 1                             | 2,5                           |

| Rang               | Athlète           | Pays        | Temps       |
| ------------------ | ----------------- | ----------- | ----------- |
| Médaille d'or      | Richard Varga     | Slovaquie   | 20 min 27 s |
| Médaille d'argent  | Daniel Halksworth | Royaume-Uni | 20 min 48 s |
| Médaille de bronze | Attila Fecskovics | Hongrie     | 20 min 57 s |

| Rang               | Athlète        | Pays    | Temps       |
| ------------------ | -------------- | ------- | ----------- |
| Médaille d'or      | Margit Vanek   | Hongrie | 22 min 22 s |
| Médaille d'argent  | Szandra Szalay | Hongrie | 23 min 2 s  |
| Médaille de bronze | Gaia Peron     | Italie  | 23 min 7 s  |